# Vaux (Allier)
Vaux település Franciaországban, Allier megyében. Lakosainak száma 1164 fő (2022. január 1.). Vaux Audes, La Chapelaude, Domérat, Estivareilles, Reugny és Saint-Victor községekkel határos.

## Népesség
A település népessége az elmúlt években az alábbi módon változott:
| Lakosok száma | 772  | 820  | 905  | 954  | 1064 | 1076 | 1121 | 1166 | 1163 | 1164 |
|               | 1968 | 1982 | 1990 | 2006 | 2013 | 2015 | 2017 | 2019 | 2020 | 2022 |